# Torre Mondovì
Torre Mondovì é uma comuna italiana da região do Piemonte, província de Cuneo, com cerca de 521 habitantes. Estende-se por uma área de 18 km², tendo uma densidade populacional de 29 hab/km². Faz fronteira com Monasterolo Casotto, Montaldo di Mondovì, Pamparato, Roburent, San Michele Mondovì, Vicoforte.

## Demografia
| Variação demográfica do município entre 1861 e 2011                               |
|                                                                                   |
| Fonte: Istituto Nazionale di Statistica (ISTAT) - Elaboração gráfica da Wikipedia |